# Atelognathus patagonicus
Atelognathus patagonicus es una especie  de anfibios de la familia Batrachylidae.

## Distribución geográfica
Es endémica del noroeste de la Patagonia argentina, donde ha sido citada en lagunas aisladas pertenecientes a la cuenca endorreica de la meseta volcánica de Neuquén. Habita entre los 1265 y los 1410 m s. n. m. Su distribución está restringida al Parque Nacional Laguna Blanca y sus alrededores.
La especie es principalmente acuática y habita lagunas y lagos permanentes o semipermanentes con una importante vegetación acuática de gambarusa (Myriophyllum sp.). Estas lagunas se caracterizan por la ausencia de peces. Se alimentan de pequeños crustáceos, larvas y fito plancton. A su vez sirve de alimento a aves acuáticas (macacitos, gaviotas, garzas, etc.). La extinción de la especie en la Laguna Blanca está relacionada con la introducción de percas para fomentar la pesca deportiva. El incremento de la población de percas redujo el zooplancton, disminuyó la vegetación acuática hasta su desaparición. Las ranas también fueron predadas por las percas, lo que resultó en el alejamiento de las aves acuáticas como consecuencia de la falta de alimento.

## Estado de conservación
Se encuentra amenazada de extinción por la pérdida de su hábitat natural.